# Eva Zona
Eva Zona (Palermo, 20 novembre 1888 – Napoli, 9 dicembre 1973) è stata una critica letteraria e traduttrice italiana.

## Biografia
Figlia di Temistocle Zona, astronomo e garibaldino veneto trasferitosi a Palermo per insegnarvi all'università, frequentò i corsi di Giovanni Gentile dove conobbe Adolfo Omodeo, che sposò a Genova nel 1914. Fu traduttrice dal francese di autori quali Tocqueville, Madame de Staël, Rousseau, Jérôme Carcopino . Un suo lungo saggio su L' unità organica del pensiero foscoliano, uscito sul "Giornale storico della letteratura italiana" del 1914 fu citato, tra gli altri, da Mario Fubini  e fu ascritto all'influenza di Eugenio Donadoni . Le sue carte (comprese numerose lettere del marito e di altri importanti personaggi) sono parte dell'Archivio Omodeo, custodito nell'Istituto italiano per gli studi storici.

## Opere principali
- Vuccazza: quadri comici in dialetto palermitano. IV parti, Catania, Edizione De Lu Marranzanu, 1933
- Ricordi su Adolfo Omodeo, Catania, Bonanno, 1968